# خوان كروز سول
خوان كروز سول (13 سبتمبر 1947 - 10 نوفمبر 2020)، هو لاعب كرة قدم إسباني لعب في مركز الدفاع. شارك مع منتخب إسبانيا تحت 18 سنة لكرة القدم ومنتخب إسبانيا تحت 23 سنة لكرة القدم ومنتخب إسبانيا لكرة القدم. أما مع النوادي فقد لعب مع نادي ريال مدريد ونادي فالنسيا.

## مسيرته الكروية
لعب خوان كروز سول خلال مسيرته الاحترافية مع ناديين في ستة عشر موسمًا وسجل خلالها 14 هدفًا ضمن 347 مباراة. حيث فاز في موسم واحد بالكأس وفي أربعة مواسم بالدوري.
خاض خوان كروز سول مسيرته مع نادي فالنسيا في موسم 1965–66 في المرة الأولى ليلعب معه عشرة مواسم ثم في موسم 1979–80 ولمدة موسمين، مشاركًا طوالها في 237 مباراة سجل خلالها 14 هدفًا. ثم انتقل إلى نادي ريال مدريد في موسم 1975–76 ليلعب معه أربعة مواسم، حيث شارك في 110 مباراة ولم يسجل أي هدف.

## وصلات خارجية
- خوان كروز سول على موقع الاتحاد الدولي (مؤرشف)  (الإنجليزية)
- خوان كروز سول على موقع قاعدة بيانات كرة القدم.إي يو (الإنجليزية)
- خوان كروز سول على موقع ناشيونال فوتبول تيمز (الإنجليزية)